# City of Gosnells
Gosnells är en region i Australien. Den ligger i delstaten Western Australia, omkring 19 kilometer sydost om delstatshuvudstaden Perth. Antalet invånare är 121 252.
Följande samhällen finns i Gosnells:
- Thornlie
- Gosnells
- Maddington
- Kenwick
- Langford
- Southern River
- Orange Grove

Runt Gosnells är det i huvudsak tätbebyggt. Runt Gosnells är det ganska tätbefolkat, med 100 invånare per kvadratkilometer. Genomsnittlig årsnederbörd är 951 millimeter. Den regnigaste månaden är september, med i genomsnitt 168 mm nederbörd, och den torraste är februari, med 12 mm nederbörd.